# Lys-Saint-Georges
Lys-Saint-Georges è un comune francese di 245 abitanti situato nel dipartimento dell'Indre nella regione del Centro-Valle della Loira.
Nel castello locale fu prigioniero Ludovico il Moro.

## Società

### Evoluzione demografica
Abitanti censiti